# Don Grady

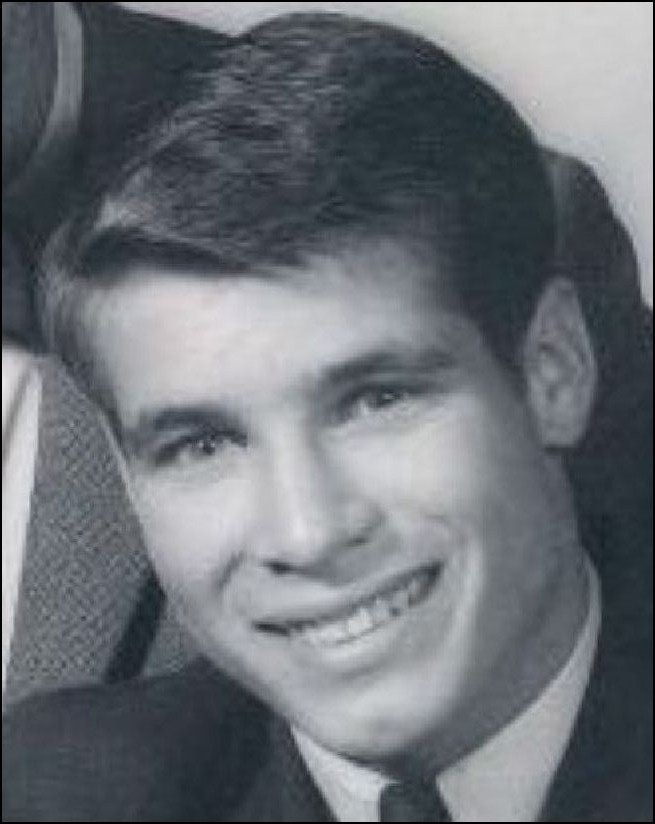
Don Grady (1962)

Don Grady (* 8. Juni 1944 in San Diego, Kalifornien; † 27. Juni 2012 in Thousand Oaks, Kalifornien) war ein US-amerikanischer Schauspieler, Musiker und Filmkomponist.

## Leben

### Familie und Ausbildung
Grady wurde als Don Louis Agrati geboren. Sein Vater Lou Agrati war in der US Navy und wurde später Metzger; seine Mutter Mary B. Agrati, geborene Castellino, arbeitete als Talentscout und Schauspiel-Agentin. Grady wuchs in Lafayette, Kalifornien, auf. Er besuchte zunächst die Lafayette Elementary School, dort war er Schülersprecher. Anschließend ging er kurzzeitig auf die Stanley Junior High School, später dann auf die Burbank High School. Grady war musikalisch sehr begabt. Als Kind lernte er Klarinette und Akkordeon; die Instrumente Bass, Gitarre und Trompete brachte er sich selbst bei.

### Karriere als Schauspieler
Im Alter von 13 Jahren wurde er als Jugendlicher für die US-amerikanische Kinder- und Jugendsendung Mickey Mouse Club verpflichtet, wo er in der Saison 1957/1958 einer der Hauptdarsteller (Mouseketeers genannt) war. Er war in der Serie als Darsteller, Sänger und Tänzer aktiv. 
Ab 1960 spielte Grady die Rolle des Robbie Douglas in Fernsehserie Meine drei Söhne. Er verkörperte den mittleren von drei Söhnen eines alleinerziehenden Witwers (Fred MacMurray) in einer typischen amerikanischen Familie aus dem Mittleren Westen. Gradys Rolle Robbie, dessen Lebensweg in der Serie durchgehend gezeigt wurde, war zu Beginn der Serie 14 Jahre alt. In der Saison 1968/1969 wurden Gradys Rollenfigur und deren Ehefrau Katie Eltern von Drillingen. Grady verließ die Serie 1971 am Ende der 11. Staffel der Serie; seine Rollenfigur ging als Bauingenieur nach Peru, um dort am Bau einer Brücke mitzuwirken. In der Serie war Grady auch als Musiker zu sehen. Grady trat mit seiner eigenen Band The Greefs in der Serie auf und schrieb auch zwei Songs für die Serie.  
In der Westernserie Westlich von Santa Fé war er 1959 und 1960 in zwei Folgen zu sehen: als Jeff Barrows, Sohn eines Frisörs, in der Folge The Patsy und als David Chase, Bruder der Titelfigur Heller Chase, in der Folge Heller.
Grady hatte als Jugendlicher und Erwachsener außerdem einige Episodenrollen und Gastrollen in verschiedenen US-amerikanischen Fernsehserien, unter anderem in den Fernsehserien The Restless Gun (1958/1959; an der Seite von John Payne), The Betty Hutton Show (1960), Wagon Train (1960), The Eleventh Hour (1963), FBI (1970) und Simon & Simon (1983/1984). 
Sein Bühnendebüt gab Grady 1974 in St. Louis in dem Theaterstück Love Is a Time of Day von John Patrick. Sein New Yorker Theaterdebüt hatte er als Jesus in dem Musical Godspell. Weitere Bühnenrollen Gradys waren der Baseball-Fan Joe Boyd in dem Musical Damn Yankees und der Botenjunge Tony in dem Musical The Boy Friend von Sandy Wilson. Die Titelrolle in dem Musical Pippin übernahm er 1979 bei einer USA-Tournee.

### Karriere als Musiker
Nach seinem Ausstieg aus der Serie Meine drei Söhne widmete sich Grady seiner Karriere als Musiker. Gemeinsam mit dem Musiker und Song-Writer Gary Zekley gründete er die Sunshine-Pop-Band The Yellow Balloon, in der er Schlagzeug spielte. Später trat er im Genre des Folk-Rock mit der Formation The Palace Guard auf; mit der Gruppe The Windupwatch Band, mit Daryl Dragon als Mitglied, später Teil des Duos Captain & Tennille, ging er auf Tournee. 1973 veröffentlichte er bei Elektra Records unter dem Namen Don Agrati sein erstes Solo-Album mit eigenen Songs unter dem Titel Homegrown. Ein weiteres Solo-Album, Bloomer, folgte 2008. 
Grady arbeitete im Verlauf seiner Karriere erfolgreich als Komponist und Song-Writer für Film und Fernsehen, Theater und für Bühnenshows. 
Er komponierte unter anderem den Titelsong für die Fernsehserie The Phil Donahue Show, die Filmmusik für die Komödie Switch – Die Frau im Manne (mit Ellen Barkin und Jimmy Smits in den Hauptrollen) und die Musik für die Multimedia-Show EFX, die im MGM Grand Hotel in Las Vegas gezeigt wurde; zu den Stars gehörten Mitte bis Ende der 1990er Jahre unter anderem Michael Crawford, David Cassidy, Tommy Tune und Rick Springfield.
Grady komponierte außerdem die Musik für die Live-Stunt-Shows in den Universal Studios in Hollywood and Florida; seine Musik zur The Wild, Wild, Wild West Show lief über 14 Jahre. Er schrieb außerdem die Musik für über 30 Walt-Disney-DVDs. 
Grady verfasste als Co-Komponist auch den Song Keep the Dream Alive, der von Herbie Hancock, Della Reese und weiteren Künstlern für das „Jazz to End Hunger“-Projekt aufgenommen wurde.

## Privates
Grady war zweimal verheiratet. Seine erste Ehe mit Julie Boonisar wurde 1979 geschieden. In zweiter Ehe war Grady bis zu seinem Tod mit Virginia „Ginny“ Lewsader verheiratet, die er 1985 geheiratet hatte. Aus der Ehe gingen zwei Kinder hervor, ein Sohn und eine Tochter.
Grady starb im Alter von 68 Jahren in seinem Haus in Thousand Oaks an Krebs; seinem Tod war eine vierjährige Krebserkrankung vorausgegangen.

## Filmografie (Auswahl)

### Als Darsteller
- 1957–1958: Mickey Mouse Club (The Adventures of Spin and Marty)
- 1958: The Ann Sothern Show (Fernsehserie, 1 Folge)
- 1958–1959: The Restless Gun (Fernsehserie, 3 Folgen)
- 1958–1959: Westlich von Santa Fé (The Rifleman) (Fernsehserie, 2 Folgen)
- 1959: Buckskin (Fernsehserie, 1 Folge)
- 1959: Wichita Town (Fernsehserie, 1 Folge)
- 1960: The Betty Hutton Show
- 1960: Kein Fall für FBI (The Detectives, Fernsehserie, 1 Folge)
- 1960–1971: Meine drei Söhne (My Three Sons) (Fernsehserie, 379 Folgen)
- 1960: Wagon Train (Fernsehserie, 1 Folge)
- 1963: The Eleventh Hour (Fernsehserie, 1 Folge)
- 1970: FBI (The F.B.I.) (Fernsehserie, 1 Folge)
- 1971: After the Honeymoon
- 1975: The Wild McCullochs
- 1983–1984: Simon & Simon (Fernsehserie, 2 Folgen)

### Als Filmkomponist
- 1989: Skin Deep – Männer haben’s auch nicht leicht (Skin Deep)
- 1991: Switch – Die Frau im Manne (Switch)